# Diecezja Registro
Diecezja Registro (łac. Dioecesis Registrensis) – diecezja Kościoła rzymskokatolickiego w Brazylii. Należy do metropolii Sorocaba wchodzi w skład regionu kościelnego Sul 1. Została erygowana przez papieża Pawła VI bullą Quotiescumque novam w dniu 19 stycznia 1974.